# Théo Ntamack
Pour les articles homonymes, voir Ntamack.

a Compétitions nationales et continentales officielles uniquement.

b Matchs officiels uniquement.
Dernière mise à jour le 24 novembre 2024.
Théo Ntamack, né le 29 mai 2002 à Toulouse, est un joueur international français des moins de 20 ans de rugby à XV qui joue au poste de troisième ligne au Stade toulousain où il est formé.
Il remporte le Championnat de France en 2023, 2024 et 2025 avec le Stade toulousain. 

## Biographie

### Jeunesse et formation

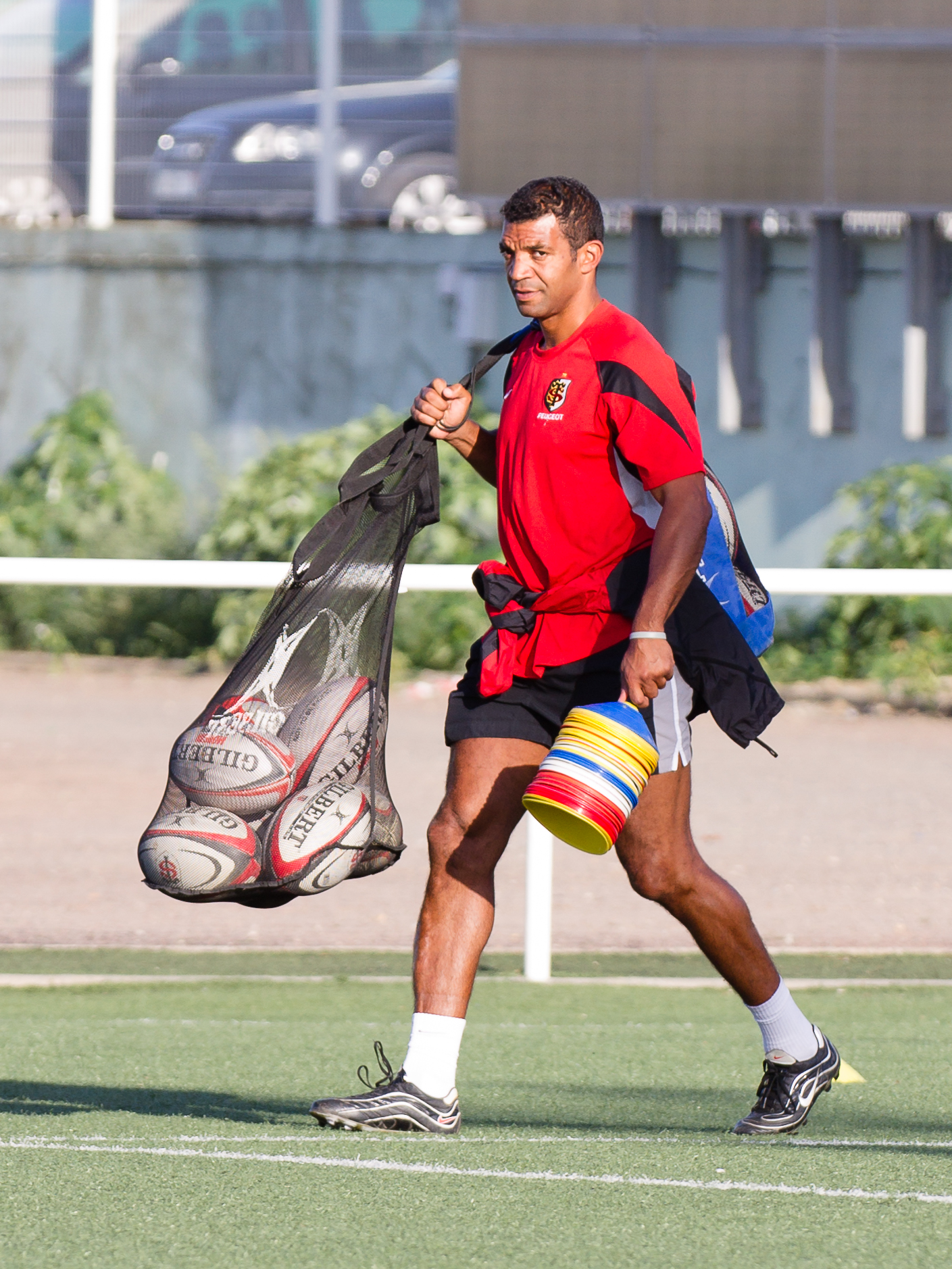
Son père Émile Ntamack, en 2012, à l'entraînement des jeunes toulousains.

Théo Ntamack est né le 29 mai 2002 à Toulouse. Il est le fils d'Émile Ntamack, ancien joueur international français de rugby à XV, sextuple champion de France et triple champion d’Europe, avec Stade toulousain. Son oncle Francis Ntamack est également un international français de rugby à XV passé au Stade toulousain de 1991 à 1996. Son frère, Romain, joue aussi au rugby, au poste de demi d'ouverture au Stade toulousain et en équipe de France. Théo Ntamack possède des origines camerounaises du côté son père.
Théo Ntamack commence le rugby à l'âge de 5 ans au Stade toulousain, où il fait toute sa formation. Lors de la saison 2020-2021, il remporte le championnat de France espoirs en battant l'USAP en finale. Il est titulaire au poste de troisième ligne centre lors de cette finale remportée 29 à 22,. L'année suivante, en 2021-2022, il est de nouveau finaliste du championnat de France espoir. Cette fois les Toulousains affrontent le Sade aurillacois. Durant ce match, il est titulaire et inscrit le premier essai de la rencontre. Finalement Aurillac s'impose 37 à 26,. À l'issue de cette saison, il prolonge son contrat avec son club formateur de cinq ans, soit jusqu'en 2028.

### Débuts professionnels au Stade toulousain (depuis 2022)
En début de saison 2022-2023, Théo Ntamack intègre le groupe professionnel, et entre en concurrence avec François Cros, Rynhardt Elstadt, Alban Placines, Alexandre Roumat et Yannick Youyoutte à son poste. Il peut tout de même prétendre obtenir du temps de jeu, notamment en période de doublons, et faire partie de la rotation voulue par son club,. Il fait ses débuts professionnels le 11 septembre 2022, à l'occasion de la deuxième journée de Top 14, face à Toulon. Sur le banc en début de rencontre, il entre en jeu à la 53e minute et remplace François Cros,. Il est titulaire pour la première fois un mois plus tard, à Jean-Dauger, face à l'Aviron bayonnais, dans une équipe toulousaine diminué par les nombreuses absences, notamment des internationaux. Durant la suite de la saison, le Stade toulousain est éliminé en demi-finale de la Champions Cup, par le Leinster, une défaite 41 à 22,. Toutefois, en championnat, les Toulousains terminent à la première place de la saison régulière, se qualifiant donc en demi-finale où ils battent largement le Racing 92 sur le score de 41 à 14 et retrouvent donc le Stade rochelais en finale, comme en 2021,. Dans un match très serré, Toulouse s'impose en fin de match et l'emporte 29 à 26,. Bien qu'il ne participe pas à la phase finale, Théo Ntamack remporte le Championnat de France pour la première fois de sa carrière. Au total, il a joué treize matchs dont cinq en tant que titulaire pour sa première saison en Top 14.
Cette saison, il participe également au championnat de France espoirs qui voit son équipe atteindre la finale. Pour cette rencontre face à l'Union Bordeaux Bègles, Théo Ntamack est titulaire au poste de troisième ligne centre, inscrit le premier essai du match, comme l'an passé, et son équipe s'impose 43 à 7. Il remporte ainsi cette compétition pour la seconde fois de sa carrière, après 2021,.

### Carrière internationale
Théo Ntamack est sélectionné en équipe de France des moins de 20 ans pour la première fois pour participer à un stage en début d'année 2021. En juin 2021, il l'est de nouveau, pour participer au Tournoi des Six Nations des moins de 20 ans 2021. Il connaît sa première sélection lors du premier match du tournoi, face à l'Angleterre, durant lequel il est titulaire. Il joue au total quatre des cinq matchs de la compétition et termine en deuxième position, derrière l'Angleterre.
L'année suivante, il est de nouveau retenu pour participer au Tournoi des Six Nations de moins de 20 ans 2022, durant lequel il joue tous les matchs sauf un, face à l'Irlande à cause d'un test positif au Covid-19. La France termine le tournoi à la deuxième place derrière l'Irlande. Quelques mois plus tard, il est appelé pour jouer les Summer Series avec les moins de 20 ans. Il y joue deux matchs, contre l'Angleterre et l'Afrique du Sud.

## Statistiques

### En club
| Saison    | Club             | Championnat | Championnat | Championnat | Champions Cup | Champions Cup | Champions Cup |
| Saison    | Club             | Compétition | M           | Ess.        | Compétition   | M             | Ess.          |
| --------- | ---------------- | ----------- | ----------- | ----------- | ------------- | ------------- | ------------- |
| 2022-2023 | Stade toulousain | Top 14      | 13          | -           | Champions Cup |               |               |
| Total     | Total            | Top 14      | 13          | 0           | Champions Cup | 0             | 0             |

### Internationales
Théo Ntamack a disputé dix matchs avec l'équipe de France des moins de 20 ans, en deux saisons, prenant part à deux éditions du tournoi des Six Nations en 2021 et 2022, et à une édition des Six Nations Summer Series en 2022. Il a inscrit un essai, soit cinq points.

## Palmarès
- Stade toulousain
  - Vainqueur du Championnat de France espoirs en 2021 et 2023
  - Finaliste du Championnat de France espoirs en 2022
  - Vainqueur du Championnat de France en 2023[N 2], 2024[N 2] et 2025[N 2]